# Talbrücke Werratal (A 73)
Die Talbrücke Werratal ist eine 432 m lange Brücke der Bundesautobahn 73.
Die Spannbetonbalkenbrücke, die zwischen den Anschlussstellen Eisfeld-Nord und Eisfeld-Süd liegt, überspannt in einer Höhe von maximal 30 m das flache Tal der Werra bei Eisfeld, die Bundesstraße 89 von Eisfeld nach Themar, die parallel verlaufende Werrabahn sowie zwei Wirtschaftswege. Gebaut wurde das im Grundriss gekrümmte Bauwerk mit zwei getrennten Überbauten bei Kosten von ungefähr 19 Millionen DM zwischen den Jahren 2000 und 2002.
Der Vollquerschnitt der maximal 26 m hohen Pfeiler ist V-förmig ausgebildet. Zur Aufnahme der Lager weitet sich der achteckige Querschnitt am Pfeilerkopf in zwei Rechteckquerschnitte mit den Abmessungen 1,9 m × 2,0 m auf.

Hohlkastenquerschnitt einer Spannbetonbrücke

Die beiden nebeneinanderliegenden Überbauten der Spannbetonbrücke weisen in Längsrichtung den Durchlaufträger als Bauwerkssystem auf. In Querrichtung sind einzellige Hohlkastenquerschnitte mit einer konstanten Konstruktionshöhe von 3,6 m vorhanden. Die Gesamtstützweite der neunfeldrigen Brücke beträgt 432 m. Die beiden Randfelder spannen 41 m weit, die sieben Innenfelder besitzen eine Stützweite von 50 m. Die Vorspannung besteht aus einer Mischbauweise mit internen und externen Spannkabeln. Der Brückenüberbau wurde mit dem Taktschiebeverfahren hergestellt.